# Haidé Serrano Soto
Haidé Serrano Soto Haidé Serrano es periodista, feminista, conferencista, tallerista, traductora, editora de revistas, libros y periódicos. Es autora del libro “Mujeres líderes en la pandemia”, que se publicó el 2022.  .

## Trayectoria Profesional
Haidé Serrano es periodista, feminista, conferencista, tallerista, traductora, editora de revistas, libros y periódicos. Es autora del libro “Mujeres líderes en la pandemia”, que se publicó el 2022. 
Licenciada en Comunicación, tiene estudios de maestría en Administración Pública; en el 2022 concluyó la maestría en Género, Derecho y Proceso Penal; además ha cursado los diplomados en Violencia política contra las mujeres en razón de género del Instituto Belisario Domínguez del Senado de la República; el de Género, Feminismo y Estado del Tec de Monterrey; Yo sé de género de ONU Mujeres; y el Diplomado en Gobierno y Alta Gerencia Pública del Centro de Investigación y Docencia Económicas (CIDE); y el Seminario Comunicación y Género del Instituto de Investigación y Capacitación en Derechos Humanos de la CEDH Chiapas. 
Ha sido locutora en medios locales y nacionales. En la Ciudad de México laboró en los diarios Excélsior y Reforma como editora de Cultura y coordinadora web. Pionera en la creación de contenidos digitales para periódicos en línea, fue la responsable de la creación de numerosos productos web para ambos medios. Además de haber fundado y dirigido El Quintanarroense, primer diario de Playa del Carmen.
En el 2019, recibió el reconocimiento del Instituto Quintanarroense de la Mujer como Mujer Destacada; también el reconocimiento 55 líderes de Quintana Roo del Periódico Espacio en el mismo año; y en 1995 ganó el Premio Estatal de Periodismo en el género crónica. 
En el ámbito gubernamental, fue directora general de Comunicación Social del Ayuntamiento de Solidaridad, Q. Roo, durante la gestión del Presidente Carlos Joaquín, del 2006 al 2008. En el gobierno creó el primer Fondo Editorial, con la publicación de 11 libros. Editó revistas informativas de comunicación social, la página Web y creó la Gaceta Municipal. 
Fue la titular de la Coordinación de Comunicación Social del Gobierno de Quintana Roo, encabezado por Carlos Joaquín, hasta julio del 2020, donde implementó el primer modelo de comunicación en tiempo real; posteriormente, se desempeñó como como asesora en temas de género en el despacho del Gobernador de Quintana Roo Carlos Joaquín.
Es la creadora y directora de la plataforma de contenidos Feminismos En Corto Sin Tanto Rollo, dirige y produce el programa de radio, TV y redes del mismo nombre. Actualmente, es columnista de los diarios Milenio y Luces del Siglo, donde escribe sobre feminismo. Conduce el programa de entrevistas a personalidades “Luces del Siglo El Podcast”. Además, imparte talleres y conferencias para identificar la violencia económica y dar los primeros pasos hacia la libertad financiera. 
Es Consejera del Consejo Coordinador de Mujeres Empresarias de Quintana Roo.

En 2018 fue nombrada y posteriormente fue reconocida por su labor como Coordinadora General de Comunicación del Gobierno de Quintana Roo durante el periodo del gobernador Carlos Joaquín, puesto en el que impulsó políticas de comunicación de perspectiva de género. 
En el año 2022, la periodista presentó su libro titulado: Mujeres líderes en la pandemia 

## Reconocimientos
En marzo del año 2020, y dentro del marco del evento organizado por la directora general, en ese entonces, del ICATQR María Cristina Coronado Cruz organizó una conferencia magistral en donde Serrano fue galardonada por sus acciones emprendidas contra la violencia hacia las mujeres y el mismo mes, fue galardonada por el en ese tiempo, gobernador Carlos Joaquín González por su contribución a las acciones para la erradicación de la violencia hacia las mujeres, de equidad de género, igualdad y fortalecer la cultura de la paz. 